# Bandera de Surinam
La bandera de Surinam está compuesta por cinco franjas horizontales. Las exteriores son de color verde, la central es roja y está bordeada por las blancas. La franja roja es de doble anchura que las verdes y el grosor de estas últimas es también doble respecto a cada una de las blancas. Es decir, la anchura de las franjas es 2 : 1 : 4 : 1 : 2. En el centro de la bandera, figura una estrella de cinco puntas de color amarillo.
Esta bandera se adoptó el 25 de noviembre de 1975, después de que Surinam obtuviese su independencia. La estrella representa la unidad de todos los grupos étnicos del país. La franja roja simboliza el progreso y el amor y la sangre derramada por las guerras, la verde la esperanza y la fertilidad y las blancas, la justicia y la paz.

## Otras Banderas

Bandera de la Colonia de Surinam y también representó a Surinam por un corto periodo de 1959 a 1975
Estandarte del gobernador de Surinam 1966-1975
Bandera del Primer Ministro, 1975-1988
Estandarte presidencial
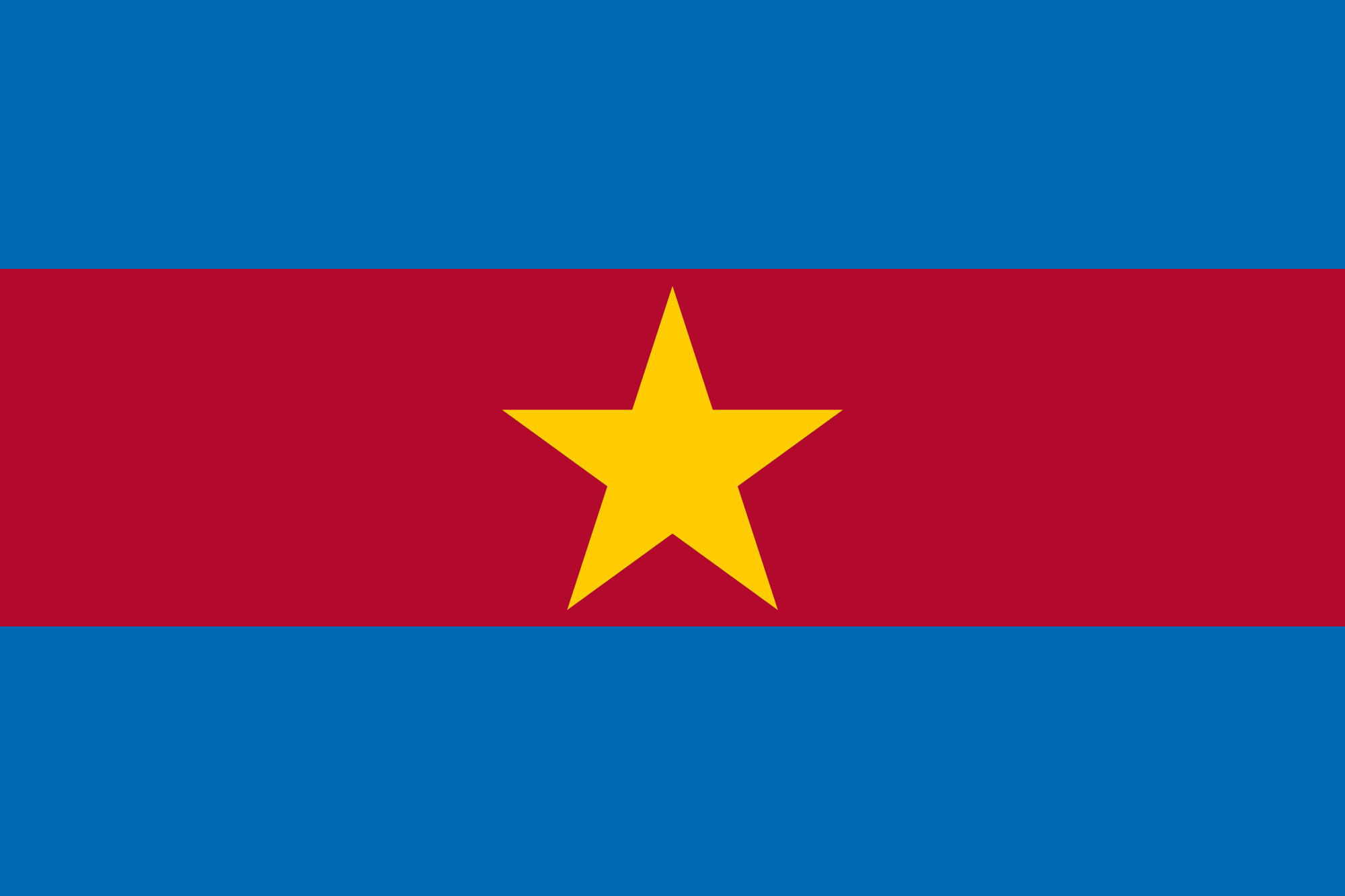
Bandera de las Fuerzas Armadas del Pueblo de Surinam

## Banderas similares

Bandera de Boyacá, con la que tiene semejanza la de Surinam

- Datos: Q180725
- Multimedia: National flag of Suriname / Q180725